# バイオ戦士DAN インクリーザーとの闘い
『バイオ戦士DAN インクリーザーとの闘い』（バイオせんしダン インクリーザーとのたたかい）は、アトラスが開発しジャレコより1987年9月22日に発売されたファミリーコンピュータ用アクションアドベンチャーゲーム。北米では『Bashi Bazook: Morphoid Masher』のタイトルで発売が予定されていたが発売中止となった。
物語は、バイオ手術を施された主人公の青年DANが、地球に侵略し繁殖し続けるエイリアンの「インクリーザー」を食い止めるため侵略直後の過去の時代へ渡るというもので、本来はシリアスな展開なのだが、作中で突然怪物との手押し相撲が始まったり、DANがなぜか浴衣姿でくつろぐなど休憩中のグラフィックのセンスに癖があることなどから、しばしばお笑いソフトとして紹介される。

## ゲーム内容

### システム
ステージクリア型の横スクロールのアクションゲーム。
ジャンプ、しゃがみ、匍匐前進、武器攻撃、の4つの行動が可能で、ステージ深部に存在するマザーインクリーザーを倒すことでステージが進み、最終ステージのボス「ゴッドインクリーザー」を倒すことがゲームの目的である。残機制とライフ制を併用しており、一部一発でミス扱いになるトラップがある。体力が0になると残機が1つ減り、残機がなくなるとゲームオーバー。ただし、5回までコンティニューできる。
エネルギー
敵を倒すと時々「E」マークの玉を落とす。これは初期武装のヒートナイフ以外の武器を使用する際に消費するほか、アイテム購入の通貨として使用できる。
ボス体力
画面右上にあるM.V（Mother Vitalityの略）と書かれた文字の横にある数値は、ステージボスであるマザーインクリーザーの体力である。これは時間の経過とともに上昇し、最大値の999に達すると1ミスとなる。また、マザーインクリーザーとの戦いで負けてしまうと部屋からマザーインクリーザーがいなくなってしまい、一旦出口専用の穴から出て再度部屋の入口に向かわなければならない。
インクリーザー
ステージ上のインクリーザーは放置しておくと、ノプリス期→ゾエア期→マーズ期→メガロ期とどんどん変化していく。後の形態ほど体力や攻撃手段が多くなる傾向にある。

### アイテム

#### 武器
武器は全部で7種類。切り替えはスタートボタンを押してから十字キー左右で行う。単純なポーズはセレクトボタンである。店で買うものが多いが、中には無料で手に入るものもある。なお、エリア5にはこれらの武器をすべて揃えてくれる店があり、途中で入手し損ねてももう一度手に入れるチャンスがある。ただしその場合、後述のパワーアップの機会を失うことになる。
ヒートナイフ
最初から所持している武器。消費エネルギーが0なので無制限に使える通常武器的存在。近距離攻撃用で、目の前の敵を突いて攻撃する。エリア1のどこかにある中国人風の男の店でパワーアップさせることが可能で、パワーアップすると攻撃力が上がるだけでなくナイフが伸びるようになり、敵との間合いが近ければ2回ヒットするようになる。
スパイダーショット
前方にエネルギー弾を放つ飛び道具。弾は敵や壁だけでなく背景のドアに当たっても消える。DANの片手の義手に内蔵されているが記憶を失っており、エリア1にて情報を得ることで使用可能になる。ヒートナイフと同様、エリア2の何処かの店でパワーアップ（威力上昇）できる。1発につきエネルギーを2消費する。
スマートボム
撃つと上方に放物線を描いて飛ぶ飛び道具で、高い場所にいる敵に有効な武器。スパイダーショットと同様、弾は敵・壁・ドアに当たると消える。エリア2の店で購入できる。パワーアップは無し。1発につきエネルギーを6消費する。
パルサービー
発光しながら飛ぶフリスビーのような武器。敵や壁はすべて貫通して飛び、ある程度の距離を飛ぶと戻ってくる。エリア2の店で購入でき、エリア3のどこかでパワーアップ（2連射可能）の店あり。1発につきエネルギーを4消費する。
ローリングショット
主人公の周りを弾が回転する武器。射程は短いが全周囲の敵にダメージを与える。一度に全周囲へ攻撃が発生するのではなく、一つの玉が高速で周囲を回って攻撃する。エリア3の店で購入でき、エリア4にパワーアップの店あり（ただしパワーアップすると攻撃の直径が大きくなる分隙も生じやすい）。1発につきエネルギーを6消費する。
サイコブロス
前方に進みながら連続で爆発し、その爆風を発生させて敵を攻撃する武器。エリア4にて無料で入手可能。パワーアップは無し。1発につきエネルギーを4消費する。発動が遅め。
サンダーソード
前方に敵を貫通する光線を撃てる剣で、武器の中では最大の威力を誇る。エリア4の店で購入できる。パワーアップは無し。1発につきエネルギーを12消費する。背中を向けた状態（扉の無い所で↑キー）で使用すると画面がフラッシュして画面全体へ攻撃可能。ただしライフも少量消費する。

#### パワーアップ
画面上方、使用している武器の表示の右側の枠内に表示されるアイテム。すべて店で購入するもので、持っているだけで効果を発揮する。ただし一度にひとつしか持つことはできず、新しく買うとそれまで所持していたものは強制的に没収される。またミス（ライフ0）することでも無くなる。
スキャナーゴグル
暗闇を見渡せるゴーグル。暗い場所が明るくなって見やすくなるほか、エリア2にあるトラップが見えるようになる。エリア2のみで有効。エリア5でも購入できるが罠アイテムになる。
サイコバリア
敵からのダメージが半減する。
ジェットシューズ
主人公の移動速度が1.5倍（ジャンプ移動も1.5倍）になる。

#### 即効アイテム
1UPアイテム
DANそっくりの人形。主人公が一人追加される。背景には一部壊せる部分があり、その中に隠されている。
ライフ回復の薬
注射器のようなアイテム。ライフが4目盛り分回復する。1UPアイテムと同じく、背景に隠されている。
エネルギー
前述の「E」の文字のついた球状のアイテム。敵、特にマザーインクリーザーの幼体と一部の敵を倒すと出現する。緑色が10E、赤色が20E。

## ストーリー
西暦2081年、地球は「インクリーザー」と呼ばれる超増殖生命体に占領されつつあった。このままでは地球は滅亡するという結論に至った人類は、DAN（ダン）という青年にバイオ技術を施しインクリーザーが発生した1999年にタイムワープさせる作戦を実行。DANは人類の希望を背負い、インクリーザーに立ち向かう。

## 開発
本作はアトラスからジャレコへと持ち込まれた二つの企画のうちの一つである。

## 移植版
| No. | タイトル                                                       | 発売日        | 対応機種        | 開発元                        | 発売元             | メディア                         | 備考 |
| --- | -------------------------------------------------------------- | ------------- | --------------- | ----------------------------- | ------------------ | -------------------------------- | ---- |
| 1   | バイオ戦士DAN インクリーザーとの闘い                           | 2010年8月24日 | Windows         | D4エンタープライズ (移植担当) | D4エンタープライズ | ダウンロード （プロジェクトEGG） |      |
| 2   | ジャレコレ ファミコン編： バイオ戦士DAN インクリーザーとの闘い | 2024年9月26日 | Nintendo Switch | シティコネクション            | シティコネクション | ダウンロード                     |      |

Nintendo Switch版
シティコネクションがジャレコのファミリーコンピュータ用ソフトを移植するプロジェクト「ジャレコレ ファミコン編」シリーズの1作品として配信。「ジャレコレ」共通の機能のほか、本作独自の機能として、ポーズ中にマップを表示する「エリアマップ」、所持している武器をLRボタンで切り替えられる「武器切り替えショートカット」、パワーアップした武器にアイコンを表示させる「武器パワーアップアイコン」、BGMを視覚化し、鍵盤型のインターフェースに鳴っている音が表示させる「DAN奏」、現在エリアの敵やインクリーザーの情報を表示する「エネミーデータ」といった機能を搭載している。また、当時の開発資料をタイトル画面のエクストラの項目から閲覧できる。シティコネクション側は選考の理由として、増子による音楽でインパクトを出せることや、DANの休憩シーンが季節と絡めたプロモーションができることなどを挙げている。

## 評価
ゲーム誌『ファミコン通信』の「クロスレビュー」では合計24点（満40点）、『ファミリーコンピュータMagazine』の読者投票による「ゲーム通信簿」での評価は以下の通り16.99点（満30点）となっている。また、同誌1991年5月10日号特別付録の「ファミコンロムカセット オールカタログ」では、「RPGというよりはむしろアクションゲームと言った方がしっくりとくるゲーム。また操作性もいまいちだ」と操作性に関して否定的なコメントで紹介されている。
| 項目 | キャラクタ | 音楽 | 操作性 | 熱中度 | お買得度 | オリジナリティ | 総合  |
| 得点 | 3.04       | 2.81 | 2.85   | 2.87   | 2.69     | 2.73           | 16.99 |